# Воскресенский сельский совет (Пологовский район)
Чапаевский сельский совет (укр. Чапаєвська сільська рада) — входит в состав
Пологовского района
Запорожской области
Украины.
Административный центр сельского совета находится в 
с. Воскресенка.

## История
- 1809 — дата образования.

## Населённые пункты совета
- с. Воскресенка

## Ликвидированные населённые пункты совета
- с. Любокут